# Vijfkrachtenmodel

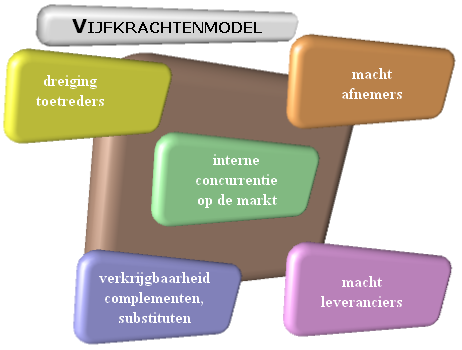
Het vijfkrachtenmodel

Het vijfkrachtenmodel (competitive-forces model) is een model ontwikkeld door Michael Porter. Het model heeft als doel het winstpotentieel van een markt, oftewel bedrijfstak, te bepalen. In elke bedrijfstak wordt, volgens Porter, dit potentieel beïnvloed door vijf factoren die hij 'krachten' noemt. De gezamenlijke kracht van deze vijf krachten bepaalt het uiteindelijke winstpotentieel van de bedrijfstak. De krachten en daarmee de kans op winsten lopen per bedrijfstak sterk uiteen.
De vijf krachten zijn:
1. De macht van leveranciers;
2. De macht van afnemers;
3. De mate waarin substituten en complementaire goederen verkrijgbaar zijn;
4. De dreiging van nieuwe toetreders tot de markt;
5. De interne concurrentie van spelers op de markt.

## De macht van leveranciers
Leveranciers kunnen macht uitoefenen door te dreigen met verhoging van kosten of verlaging van kwaliteit. De macht van leveranciers hangt af van de volgende zes factoren:
- De hoeveelheid leveranciers, als er meer leveranciers zijn, kan het bedrijf bij eventuele dreigingen overstappen naar een andere leverancier. Veel bedrijven zullen er dan ook voor zorgen dat het bedrijf zelf meer macht heeft en de leverancier niet snel zal dreigen.
- De hoeveelheid substituten, substituten zorgen ervoor dat er eventueel alternatieven zijn als de leverancier bijvoorbeeld dreigt de prijzen te verhogen. Door de aanwezigheid van substituten is het bedrijf dus minder afhankelijk van een leverancier. Een horeca ondernemer kan bijvoorbeeld een ander merk koffie gaan verkopen bij ruzie met de huidige leverancier.
- Het belang van de bedrijfstak voor de leveranciers, haalt de leverancier veel winst uit de desbetreffende bedrijfstak dan zal hij voorzichtiger zijn met het behoud van afnemers.
- De overstapkosten, hoe hoger de kosten om over te stappen hoe minder snel het bedrijf een andere leverancier zal kiezen. De leverancier kan dus meer macht uitoefenen, omdat de afnemer minder snel een andere leverancier zal kiezen.
- De standaardisatie van het product, als een product gestandaardiseerd is zal een afnemer minder snel overstappen.
- De mogelijkheid van verticale integratie bepaalt hoe makkelijk leveranciers het product van de bedrijfstak zelf kunnen gaan verkopen. Het gevolg hiervan kan zijn dat het huidige bedrijf klanten kwijtraakt, omdat deze door het nieuwe bedrijf bediend worden. Het bedrijf zal waarschijnlijk op zoek moeten gaan naar een nieuwe leverancier.

## De macht van afnemers
Wanneer afnemers veel macht hebben kunnen zij de prijs onder druk zetten door concurrenten tegen elkaar uit te spelen. De macht van de afnemers hangt af van:
1. Het deel van de totale marktomzet dat per afnemer wordt afgenomen,
2. Het belang van het product voor de afnemer,
3. De mate van standaardisatie van het product,
4. De overstapkosten,
5. De winsten van de afnemers,
6. De dreiging van verticale integratie,
7. Het belang van het product van de bedrijfstak voor de kwaliteit van het product van de afnemer,
8. De mate waarin de koper geïnformeerd is over de vraag, marktprijzen en kosten binnen de bedrijfstak.

In de detailhandel heeft dit de laatste jaren erg sterk gespeeld. Zo wilde bijvoorbeeld Venz hagelslag minimaal op ooghoogte schapruimte krijgen en niet naast De Ruijter staan.

## De (be)dreiging van substituutproducten
Alle ondernemingen concurreren in brede zin ook met andere bedrijfstakken waar substituten worden geproduceerd. Deze substituten beperken de potentiële opbrengsten voor een bedrijfstak. Zo heeft de dvd bijvoorbeeld de VHS-videoband verdrongen. Substituten kunnen ook 'verder gezocht' worden. Een familie wil bijvoorbeeld in 2016 op vakantie óf een auto kopen. Het een heeft niks met het ander te maken, maar kan toch de andere uitgave verdringen.
De complementaire goederen vertonen een positieve correlatie met de markt. Wanneer bijvoorbeeld dvd’s voor consumenten steeds aantrekkelijker worden (bijvoorbeeld door dalende prijzen), dan zal dit een gunstig effect hebben op de markt voor dvd-spelers. In marketing wordt hier ook vaak gebruik van gemaakt door middel van cross-selling. In de schappen van de supermarkt liggen de leesbrilletjes bijvoorbeeld naast het rek met magazines.

## De (be)dreiging van nieuwe toetreders tot de markt
Nieuwkomers in een bedrijfstak streven naar marktaandeel en zorgen voor extra capaciteit. De prijzen kunnen hierdoor dalen of de kosten van de huidige ondernemingen kunnen hoger worden. Beide effecten hebben een negatief effect op de winstgevendheid. De kans dat nieuwe toetreders de markt betreden hangt af van de bestaande toetredingsbarrières en de reactie van bestaande concurrenten op de nieuwkomer. De zes belangrijkste toetredingsbarrières zijn:
1. Schaalvoordelen: schaalvoordelen zorgen voor een barrière omdat nieuwkomers gedwongen worden tussen een intrede op grote schaal of op kleine schaal met hogere kosten als gevolg.
2. Productdifferentiatie: wanneer gevestigde ondernemingen merkbekendheid en loyaliteit van klanten genieten, moeten nieuwkomers veel investeren om hier tegenop te boksen.
3. De hoeveelheid benodigd kapitaal: in sommige sectoren is enorm veel kapitaal nodig voordat de productie kan beginnen. Dit levert een grote barrière op voor nieuwkomers. Denk bijvoorbeeld aan de vliegtuigbouw of de auto-industrie.
4. Overstapkosten: overstapkosten zijn de eenmalige kosten die klanten hebben wanneer ze overgaan naar een andere leverancier. Wanneer deze kosten heel hoog zijn, zijn klanten moeilijker over te halen om over te stappen naar nieuwkomers
5. Toegang tot distributiekanalen: wanneer de logische distributiekanalen allemaal zijn voorzien door huidige ondernemingen zal het nieuwkomers veel geld en moeite kosten om hun producten in de gangbare verkoopkanalen te distribueren.
6. Het beleid van de overheid: de regering kan toetreding tot een bedrijfssector beperken of geheel sluiten door maatregelen als licentieverplichtingen.

## De interne bedrijfstakconcurrentie
Wanneer de interne concurrentie (concurrentie tussen de huidige ondernemingen in de markt) hoog is door bijvoorbeeld hoge uittredingsbarrières, grote strategische risico's (er staat veel op het spel), weinig differentiatie en lage overstapkosten, hoge vaste lasten en opslagkosten, lage groei of gelijkwaardige concurrenten, kunnen de marges zwaar onder druk liggen. Hierdoor is de winstgevendheid laag en kunnen ondernemingen in dergelijke markten fel reageren op mogelijke nieuwkomers.
In een bedrijfstak waar homogeniteit heerst, bijvoorbeeld in de energie sector, is de interne concurrentie zeer hevig. Men kan zich niet zozeer op het product differentiëren en moet daarom met bijvoorbeeld prijzenslagen (prijsconcurrentie) de concurrent de markt uitwerken. De strijd om marktaandeel wordt dan wel erg fel en agressief.

## Positionering
De kern van het formuleren van een concurrentiestrategie ligt in het positioneren van de onderneming in de bedrijfstak. Een goede positionering is er een van waaruit de onderneming zich kan verdedigen tegen deze concurrentiekrachten of ze ten gunste van de onderneming kan laten werken. De mogelijkheden en de te voeren strategieën om deze positie te bereiken worden in grote mate beïnvloed door de structuur van de bedrijfstak waarin de onderneming opereert.